# Allianz Partners France
 (octobre 2012).
Allianz Partners  est la filiale du Groupe Allianz. Ses prestations portent sur l'automobile, le voyage, les loisirs, la mobilité, l'habitat, l'emploi, la santé et les services aux personnes.

## Historique
En 1974, face à l’essor du tourisme et de l’usage de la voiture, l’entreprise Mondial Assistance est créée pour répondre aux besoins grandissant en matière d’assistance (assurance voyage, dépannage, assistance médicale).[réf. nécessaire]
Durant les décennies 1980 et 90, avec notamment l’allongement de l’espérance de vie et le développement du chômage, les solutions de l’entreprise s’étendent pour répondre aux besoins de la vie quotidienne (assistance habitation, assistance santé, aide au maintien à domicile, assistance emploi…). En 1995 l’entreprise rejoint le groupe Allianz.[réf. nécessaire]
En 2016, Noël Ghanimé prend la direction de Mondial Assistance France puis en 2017, l’entreprise change de marque corporate ; sa nouvelle dénomination est Allianz Partners France.

## Marques commerciales
Allianz Partners France vend des solutions via les marques commerciales Allianz Assistance, Allianz Travel et Mondial Assistance : 
- Allianz Assistance propose des solutions dans les domaines de l’assistance automobile, habitat, santé[2], services aux personnes, emploi retraite, distribuées via Allianz solutions et des constructeurs et loueurs automobiles partenaires
- Allianz Travel, en partenariat avec les agences de voyages, les tours opérateurs et les compagnies de transports, commercialise des solutions d’assistance médicale et d’assurance dédiée aux voyageurs.
- Mondial Assistance, partenaire des assureurs, banques, courtiers, mutuelles et sociétés de prévoyance, propose des solutions d’assistance automobile, santé, habitat, voyage[3], loisirs, et emploi.